# Øksnehallen

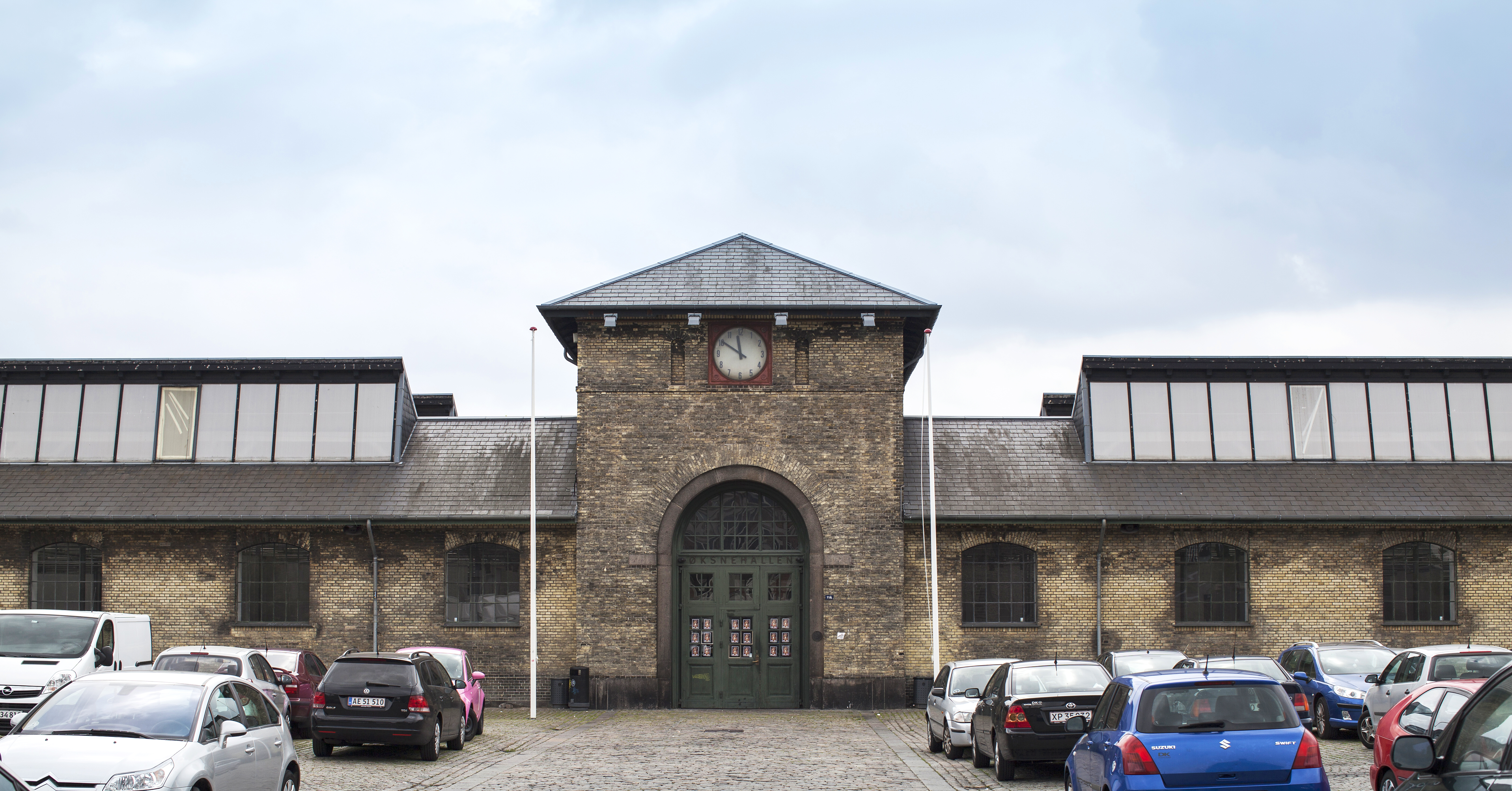
Øksnehallen (2013)

Øksnehallen (dänisch für Die Ochsenhalle), einst eine Verkaufshalle für Rinder, ist heute ein multifunktionales Ausstellungszentrum im „braunen“ Abschnitt des ehemaligen Fleischereiviertels Kødbyen im Zentrum Kopenhagens. Die im Jahr 1901 errichtete Halle dient mittlerweile als Austragungsort für eine Vielzahl von Veranstaltungen, darunter jährlich stattfindende Modemessen. Ihre Geschichte spiegelt die städtische Entwicklung und den kulturellen Wandel Kopenhagens über mehr als ein Jahrhundert wider.

## Geschichte

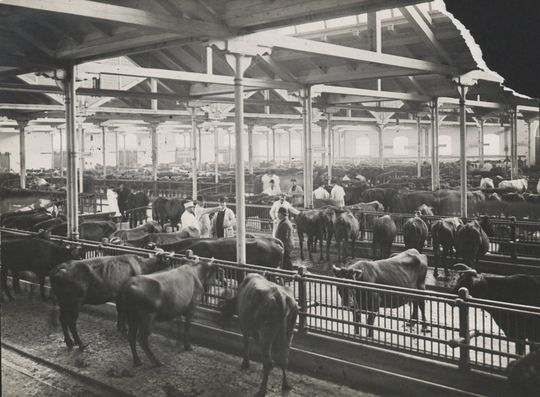
Øksnehallen (1910er-Jahre)

Øksnehallen wurde 1901 nach den Entwürfen des Architekten Ludvig Peter Fenger als Teil des Kvægtorvets, dem Viehmarkt Kopenhagens, errichtet. Der Name „Øksnehallen“ leitet sich von øksne, der alten Mehrzahlform von okse (deutsch Ochse), ab und verweist auf ihre ursprüngliche Funktion als Verkaufshalle für Rinder. Mit einer überdachten Fläche von 5250 m² bot die Halle Platz für bis zu 1600 Rinder.
Mit der Verlagerung der Aktivitäten des Viehmarkts in den 1950er-Jahren in die neu errichteten Gebäude der Weißen Fleischstadt (Den Hvide Kødby) erlebte Øksnehallen verschiedene Nutzungsphasen. Im Jahr 1984 wurde das Gebäude unter Denkmalschutz gestellt, und 1993 führte die Kommune Kopenhagen eine umfassende Renovierung durch, wobei Personen in Jobtraining und Ausbildung beteiligt waren und ökotechnologische Prinzipien zur Anwendung kamen.
Seit 2005 wird Øksnehallen von der ehemaligen Danske Gymnastik & Idrætsforeninger (heute DGI) betrieben und bildet zusammen mit der CPH Conference den Rahmen für deren Tagungsgeschäft in Kopenhagen. Die Entscheidung, DGI-byen als Pächter für Øksnehallen auszuwählen, stieß damals auf Kritik seitens der Modeindustrie und einiger politischer Parteien. Kritiker bemängelten, dass die Entscheidung hauptsächlich auf finanziellen Überlegungen basierte und das kreative Potenzial der Halle untergraben könnte. Während der COVID-19-Pandemie diente die Halle als Impfzentrum.

## Nutzung
Die Halle beherbergt große Ausstellungen und Veranstaltungen, einschließlich einer zweimal jährlich stattfindenden Modemesse. Øksnehallen hat sich von einem Handelszentrum für Vieh zu einem wichtigen kulturellen Veranstaltungsort entwickelt, der eine breite Palette von Aktivitäten unterstützt. Die Halle spielt eine zentrale Rolle im städtischen Leben Kopenhagens und fördert die lokale Wirtschaft durch die Ausrichtung internationaler Ereignisse wie Modemessen. Øksnehallen steht als Beispiel für die Fähigkeit historischer Gebäude, sich neuen städtischen und kulturellen Anforderungen anzupassen.